# Albert Atterberg
Albert Mauritz Atterberg (* 19. März 1846 in Härnösand; † 4. April 1916 in Kalmar) war ein schwedischer Chemiker und Bodenmechaniker.

## Leben
Atterberg studierte in Stockholm und Uppsala, war ab 1877 Direktor der Agrar-Forschungsanstalt in Kalmar und wurde später Dozent in Chemie an der Universität Uppsala. Er führte 1911 die Konsistenzgrenzen von Böden (Schrumpfgrenze, Ausrollgrenze und Fließgrenze) ein. Sie sind nach ihm als "Atterberg-Grenzen" oder "Zustandsgrenzen nach Atterberg" bekannt, siehe Konsistenz (Boden).
Seine Messmethode dafür wurde von Arthur Casagrande weiterentwickelt.
Als Chemiker untersuchte er unter anderem Beryllium und dessen Verbindungen.

## Publikationen
- Die rationelle Klassifikation der Sande und Kiese. In: Chemiker-Zeitung. Band 29, Nr. 15, 1905, S. 195–198. Sonderdruck Kalmar 1905
- Über die Korngröße der Dünensande. In: Chemiker-Zeitung. Band 29, Nr. 80, 1905, S. 1074.
- Die Plastizität der Tone. In: Internationale Mitteilungen für Bodenkunde. Band 1, 1911, S. 10–43.
- Lerornas plasticitets- och styfleksgrader, Stockholm: Nymans 1911
- Die Konsistenzkurven der Mineralböden. In: Internationale Mitteilungen für Bodenkunde. Band 4, 1914, S. 418–432.
- Undersökningar öfver metallen Berylliums föreningar, Kongl. Svenska Vetenskaps-Akademiens handlingar, N.F., 12,5. Stockholm 1873